# Histoire des arts martiaux
L'Histoire des arts martiaux remonte à la nuit des temps. Cet article tente de retracer celle-ci sur tous les continents.

## Arts martiaux africains
Les nomades chamitiques Beja qui vivent dans les montagnes qui longent la mer Rouge pratiquent une danse de combat avec des épées et des boucliers en peau d’hippopotame ou de girafe. Cette danse polémique se retrouve de l’Égypte jusqu’à la Somalie. La technique se caractérise par l’utilisation de bonds à partir d’une position accroupie, ainsi que des parades et des esquives. Certains historiens ont fait remarquer que le style vestimentaire des guerriers Masaï a certainement subi l’influence des légionnaires romains qui contrôlaient l’Égypte. Ainsi, les Masaï portent une coiffure qui ressemble au casque romain, ils sont vêtus de toges, portent des épées courtes et ont pour armes de jet une version africaine du pilum romain.
La lutte Nuba, remonte à plus de 3000 ans. Une peinture montrant des lutteurs nubiens a été découverte dans la tombe de Tyanen, un officier égyptien mort en 1410 av. J.-C. Nous savions que les archers nubiens étaient recrutés dans l’armée égyptienne, et il semble bien que la lutte faisait partie de leur entraînement. Bien que le terme « nubien » désigne indistinctement les populations noires, il semble de plus en plus certain aux historiens, archéologues et anthropologues, que les Nubas actuels du Kordofan sont les descendants des archers et lutteurs nubiens de l’antiquité. Les Nubas pratiquent aussi le combat au bâton et une forme singulière de combat avec bracelet coupant unique dans le monde. Des compétitions sont organisées à certaines époques de l’année. Ces rencontres sont à la conjonction du sport, de la foire, du rituel religieux, des formes sociales de séduction en vue du mariage. Il semble qu’un facteur décisif, comme les razzias arabes, a conduit les Nubas à considérer le combat au corps à corps comme une nécessité de survie. La société Nuba du Kordofan s’est ainsi constituée en « éphébie » par un entraînement martial afin de lutter efficacement contre la traite des esclaves. C’est un fait que les marchands d’esclaves, pendant des siècles, durent descendre jusqu’au Delta du Niger pour se procurer des esclaves évitant ces dangereux monts Nubas pourtant très proche de Khartoum.
l’Iskandarâni est un art martial égyptien aujourd'hui disparu. Cet art martial aux origines certainement très anciennes était originaire de la ville d’Alexandrie (Iskander est le nom arabe d’Alexandre). Il était enseigné sous forme de danses (Raqs) dans le quartier populaire de Ras-El-Din. Sa pratique se décomposait sous forme de « mimes » ou intervenait quatre actions principales 1-poignarder, 2- taillader, 3-Trancher la gorge, 4-frapper avec la tête.
Le Tahtib (du mot bois à brûler) est peut-être l’art martial égyptien le plus ancien encore pratiqué. Les combattants de Tathib utilisent des bâtons mesurant 1,60 m qu’ils tiennent à une ou deux mains.

## Arts martiaux américains
Il apparut très vite aux premier européens que les tactiques militaires européennes avaient peu d'efficacité dans le cadre nord-américain. Ici pas de champ de bataille à aire ouverte, pas de déplacement en rangée. La guerre se faisait par des raids en forêts ou des descentes de rivières en canot. La milice canadienne adopte vite les techniques martiales amérindiennes. Elle peut attaquer des villages dans le Nord des États-Unis par des expéditions rapides en raquettes et revenir à son lieu de départ de Québec, Montréal ou Trois-Rivières. Les armes de base étaient le fusil, le tomahawk et le poignard. L’entraînement se concentrait sur l’art de « la petite guerre » : le combat au corps à corps, la précision du tir à longue distance, la mobilité en terrains difficiles, principalement l’utilisation de la course tactique en forêt. Ces méthodes étaient donc très différentes de l’entraînement d’un bataillon traditionnel. L'art de la guerre indienne appelée « petite guerre » est aujourd'hui modernisé sous le terme de « guerilla ». Ce sont les Iroquois qui ont développé, en 1651-53, ce système de combat efficace.
Les Iroquois n'ayant laissé aucun manuel, c'est un français M. de La Croix, qui codifie les techniques amérindiennes de l'art de la guerre : Traité de la petite guerre pour les compagnies franches, dans lequel on voit leur utilité, la différence de leur service d’avec celui des autres corps, la manière la plus avantageuse de les conduire, de les équiper, de les commander et de les discipliner et les ruses de guerre qui leur sont propres. (Paris, 1759). le texte que le Chevalier de Folard aurait écrit sur la petite guerre n’a jamais été retrouvé. Napoléon Bonaparte fit usage des "tireurs à longue distance" (sniper ou tireurs d'élite) en s'inspirant des techniques des révolutionnaires américains qui eux-mêmes s'inspiraient des méthodes de combat au fusil des amérindiens.
Au Brésil, les esclaves venus d'Afrique (angola) pratiquent des danses rituelles polémiques désignées sous le nom de capoera. Ces danses seront codifiées au début du XXe siècle. C'est Maître Bimba (1900-1974) qui réintroduisit La Capoeira au brésil, en lui donnant un nouveau nom (capoeira régional de bahia) car la capoeira était encore interdite au brésil, et grâce à ses connaissances en arts martiaux, il introduit dans la capoeira d'autres arts martiaux tels que le karaté et le ju-jitsu. Maître Pastinha (189-1981) restructure la capoera "angola", qui est plus basée sur la capoeira respective, autour d'un jeu aux positions très basses. La capoera est ainsi devenue un mélange de lutte, de danse, de jeu, d'art et de culture. Pour beaucoup de capoeristes, elle est un symbole de solidarité réunissant l'Afrique, l'Amérique et la fierté des hommes libres.
Alors que cet art fut celui des esclaves, puis celui des Brésiliens, ce n'est qu'en 1931 que la capoera fut officiellement autorisée.

## Arts martiaux asiatiques
Si l'histoire des arts martiaux est bien documentée à partir de l'époque moderne, il n'en va pas de même de leur histoire ancienne. Cette relative absence de sources repose essentiellement sur deux raisons. D'une part, il est très probable que l'origine de la notion soit à chercher en Inde, qui a une conception de l'historiographie très différente de la conception européenne, mettant l'accent sur la valeur symbolique du récit plutôt que sur son exactitude historique. D'autre part, les arts martiaux sont souvent intimement liés à des images d'identité nationale. Retracer leur genèse revient donc souvent à souligner l'influence de pays étrangers.

### De l'Inde au Japon

#### L'Inde
Bien qu'il existe des représentations de techniques de combat remontant à l'époque mésopotamienne, il est probable que la fusion entre les techniques de combat et les pratiques spirituelles se soit d'abord faite en Inde, sous une forme proche du kalaripayat moderne. Ce dernier, pratiqué à l'origine à proximité des temples, combine techniques martiales inspirées de l'observation des animaux, par le yoga. La médecine amenait avec elle une connaissance des points vitaux du corps, et le yoga une maîtrise callisthénique et respiratoire.

#### Sur les ailes du bouddhisme
Il est possible mais non prouvé que l'idée de la fusion entre pratique martiale et pratique spirituelle ai quitté l'Inde à l'occasion de la dissémination du bouddhisme vers le reste de l'Asie. Mais certaines références taoïstes dans les arts martiaux chinois suggèrent une origine prébouddhiste, il s'agissait plus de pratiques populaires à visée sportive que de systèmes d'entraînement systématiques articulés sur un système philosophique ou religieux.
Une légende veut ainsi que l'idée d'art martial ait été importée en Chine vers les années 510 de notre ère par Bodhidharma fondateur de l'école Chan (Zen en japonais). Trouvant au monastère de Shaolin des moines frêles, passant leur temps à recopier des sûtras, il leur aurait imposé une discipline physique leur permettant de supporter les longues heures de méditation assise caractérisant le Chan.
La légende n'explique cependant pas deux éléments. Le premier est de savoir pourquoi ces exercices physiques ont pris la forme d'un entraînement martial. Dans la mesure où il comporte des risques de blessures, ce type d'entraînement n'est pas un choix immédiat pour des moines. D'autre part, le bouddhisme ne développe pas la réflexion tactique et stratégique sur les principes du combat qui caractérise les arts martiaux. Ces deux éléments sont ainsi à rechercher dans le contexte propre de la Chine, et assez loin dans son histoire.

#### La guerre en Chine
Pour comprendre ces deux éléments, revenons au VIe siècle av. J.-C., époque probable de composition de L'Art de la guerre de Sun Tzu. À cette époque, la Chine est découpée en une multitude d'États se faisant la guerre, un peu à l'image de la Grèce antique. Mais contrairement à la Grèce, la Chine comprend de vastes plaines peuplées, ce qui favorise des batailles de grande ampleur (plusieurs centaines de milliers d'hommes). L'essentiel de la tactique consiste donc dans la manipulation de grandes masses paysannes peu entraînées et surtout peu motivées, la mort au champ de bataille n'apportant aucune gloire.
Or, la prospérité de chaque pays reposait sur la production agricole par ces mêmes masses paysannes. Toute opération militaire impliquait donc une saignée durable dans la population et les revenus du pays. L'important devient alors de limiter au maximum les pertes humaines, l'idéal étant d'amener l'adversaire à concéder sa défaite sans avoir à livrer combat, en prenant avant même l'affrontement un avantage stratégique insurmontable. Cette idée est centrale dans l'ouvrage de Sun Tzu, et conditionne l'ensemble de sa conception de la stratégie.
L'Art de la guerre acquit rapidement le statut de classique, que tout lettré se devait de connaître en profondeur. De ce fait, on peut lire l'influence durable de cette conception de la victoire sans combat dans l'ensemble de la réflexion chinoise plus japonaise sur la guerre (beaucoup plus que dans une réalité au contraire très sanglante).
Ces idées n'étaient sans doute pas étrangères aux moines de Shaolin, expliquant leur introduction dans le contexte bouddhiste des pratiques importées d'Inde. De même, la fréquence de l'instabilité politique en Chine suggère que le choix de pratiques physiques martiales fut avant tout pragmatique. Les monastères bouddhistes bénéficiaient de nombreuses donations, souvent sous la forme d'instruments rituels précieux. Cette richesse faisait d'eux des proies de choix pour les pillards qui abondaient au cours des périodes d'instabilité. L'entraînement martial avait ainsi l'avantage de combiner l'exercice physique nécessaire à la pratique de la méditation et les nécessités de l'autodéfense.

## Arts martiaux européens
Les arts martiaux européens prennent source dans la Grèce antique où la lutte était alors un sport valorisé. Il n'y a que peu de documentation concernant les arts martiaux pratiqués durant l'antiquité (comme la lutte gréco-romaine ou la gladiature) pour lesquels seuls l'archéologie expérimentale permet de deviner le style; cependant, il y a une vaste quantité de traités datant de la fin du Moyen-Âge et du début de la période moderne. A la fin du Moyen-Âge, on distingue une forte contribution germanique et italienne, dont on garde des traces dans de nombreux traités sur l'art du combat (Fechtbucher). Ces traités, comme celui de l'Italien Fiore dei Liberi ou ceux de la tradition germanique de Johannes Liechtenauer, couvrent l'ensemble du spectre des arts martiaux avec des systèmes complets et perfectionnés de lutte à main nue, d'autodéfense contre une personne armée d'une dague, de combat à l'épée, armes d'hast, avec ou sans en armure, à pied ou à cheval, le tout avec une terminologie souvent commune aux différentes sous-disciplines. À l'époque de la Renaissance, l'escrime devient peu à peu favorisée par la noblesse et la bourgeoisie, au détriment de la lutte, dont des formes paysannes d'époque sont conservées en particulier par l'effort de sauvegarde de l'allemand Paulus Hector Mair. L'escrime se développe, avec initialement la prépondérance de l'école italienne, suivie par des écoles espagnoles, françaises, anglaises et écossaises d'escrime durant la période moderne. L'escrime est principalement consacrée à l'autodéfense et au duel dans le cadre civil, en restant bien sûr également présente dans un cadre purement militaire, mais l'utilisation de l'escrime comme divertissement est aussi parfaitement attestée dans toute l'Europe dès la Renaissance.
Au XIXe siècle, l'escrime pratiquée au sabre et à l'épée de cour se stabilise et perd peu à peu son utilité pour le duel civil et la guerre. La fin du XIXe siècle voit l'apparition des Jeux Olympiques modernes, héritiers des Jeux antiques, et la transformation en sport des arts martiaux européens tels qu'ils étaient connus à la fin du siècle: l'on voit ainsi l'apparition des sports modernes tels que l'escrime sportive, la boxe, la savate, la canne de combat, le lancer de javelot, le pentathlon. Des arts martiaux du XIXe siècle, comme l'escrime classique (c'est-à-dire celle pratiquée juste avant que celle-ci ne soit transformée en l'escrime sportive), ou bien des styles hybrides comme le bartitsu, peuvent également être mentionnés, tout comme des formes traditionnelles ou folkloriques de combat attestées au XIXe siècle et au début du XXe siècle, incluant des types de lutte ou de combat au bâton, ou l'escrime au fusil et à la baïonnette, ou encore le combat à la pelle de tranchée.
Durant le XXe siècle, le développement des différents sports nommés ci-dessus s'est accélérée. Dans le secteur militaire, des systèmes d'autodéfense ont été constitués durant la Seconde Guerre mondiale (close combat) et la période de la guerre froide (le systema, le samoz chez les soviétiques), en puisant dans les fonds régionaux et en intégrant parfois également des techniques orientales. Cette évolution continue de nos jours. Enfin, des formes de lutte traditionnelle comme le gouren, la lutte suisse ou la glima scandinave continuent à être pratiquées, en étant parfois menacées d'extinction.
Est également notable, à la fin du XXe siècle, l'apparition d'une démarche nommée Arts Martiaux Historiques Européens, qui depuis les années 1990 a pour but de redécouvrir les techniques de combat utilisées dans l'histoire européenne jusqu'à la fin de la Belle Époque, avec une finalité triple: une démarche d'historien, une démarche pédagogique pour briser les idées reçues du grand-public sur le combat typiquement médiéval, et enfin, une démarche sportive, afin de combattre les armes à la main avec des protections.

## Arts martiaux mixtes
La mondialisation aidant, de nouvelles formes d'arts martiaux apparaissent, issus de la fusion ou de la rencontre de différents types d'arts martiaux différents. Ainsi, les arts martiaux mixtes (Mixed Martial Arts, MMA) ou le Vale Tudo sont une forme de combat récent né à la fin du XXe siècle où les combattants peuvent pratiquer des styles différents, et où il n'est pas non plus interdit de mélanger les styles et la provenance géographique des techniques.
Le bartitsu est un autre art hybride, né des premiers échanges entre Européens et pratiquants japonais du jiu-jitsu, au XIXe siècle; c'est le style pratiqué par Sherlock Holmes dans les romans d'Arthur Conan Doyle.